# Monocentrus rex
Monocentrus rex är en insektsart som beskrevs av Boulard 1969. Monocentrus rex ingår i släktet Monocentrus och familjen hornstritar. Inga underarter finns listade i Catalogue of Life.